# UFC 273
 UFC 273: Volkanovski vs. The Korean Zombie   è stato un evento di arti marziali miste tenuto dalla Ultimate Fighting Championship il 9 aprile 2022 alla VyStar Veterans Memorial Arena di Jacksonville, negli Stati Uniti.

## Risultati
|                                        | Divisione               |                           |                 |                 | Metodo                                      | Round           | Tempo           | Premio          |
| Card Principale                        | Card Principale         | Card Principale           | Card Principale | Card Principale | Card Principale                             | Card Principale | Card Principale | Card Principale |
| -------------------------------------- | ----------------------- | ------------------------- | --------------- | --------------- | ------------------------------------------- | --------------- | --------------- | --------------- |
| Sfida valida per il titolo di campione | Pesi piuma              | Alexander Volkanovski (c) | batte           | Jung Chan-sung  | KO tecnico (pugni)                          | 4               | 0:45            | POTN            |
| Sfida valida per il titolo di campione | Pesi gallo              | Aljamain Sterling (c)     | batte           | Pëtr Jan (ic)   | Decisione non unanime (48–47, 47–48, 48–47) | 5               | 5:00            |                 |
|                                        | Pesi welter             | Khamzat Chimaev           | batte           | Gilbert Burns   | Decisione unanime 29–28, 29–28, 29–28)      | 3               | 5:00            | FOTN            |
|                                        | Pesi paglia femminili   | Mackenzie Dern            | batte           | Tecia Torres    | Decisione non unanime (28–29, 29–28, 29–28) | 3               | 5:00            |                 |
|                                        | Pesi leggeri            | Mark Madsen               | batte           | Vinc Pichel     | Decisione unanime (30–27, 30–27, 29–28)     | 3               | 5:00            |                 |
| Card Preliminare                       |                         |                           |                 |                 |                                             |                 |                 |                 |
|                                        | Pesi welter             | Ian Garry                 | batte           | Darian Weeks    | Decisione unanime (29–28, 30–27, 30–27)     | 3               | 5:00            |                 |
|                                        | Pesi medi               | Anthony Hernandez         | batte           | Josh Fremd      | Decisione unanime (30–27, 30–27, 29–28)     | 3               | 5:00            |                 |
|                                        | Pesi gallo femminili    | Raquel Pennington         | batte           | Aspen Ladd      | Decisione unanime (29–28, 29–28, 29–28)     | 3               | 5:00            |                 |
|                                        | Pesi welter             | Mike Malott               | batte           | Mickey Gall     | KO tecnico (pugni)                          | 1               | 3:41            |                 |
|                                        | Pesi massimi            | Oleksij Olijnyk           | batte           | Jared Vanderaa  | Sottomissione (scarf hold)                  | 1               | 3:39            | POTN            |
|                                        | Catchweight (118.5 lbs) | Piera Rodríguez           | batte           | Kay Hansen      | Decisione unanime (29–28, 29–28, 29–28)     | 3               | 5:00            |                 |
|                                        | Catchweight (136.5 lbs) | Julio Arce                | batte           | Daniel Santos   | Decisione unanime (30–27, 30–27, 29–28)     | 3               | 5:00            |                 |

## Premi
I lottatori premiati ricevettero un bonus di 50.000 dollari.
Legenda:
- FOTN: Fight of the Night (vengono premiati entrambi gli atleti per il miglior incontro dell'evento)
- POTN: Performance of the Night (viene premiato il vincitore per la migliore performance dell'evento)